# Тартрат висмута
Тартрат висмута — неорганическое соединение, 
соль висмута и винной кислоты с формулой Bi2(C4H4O6)3,
бесцветные кристаллы,
не растворяется в воде,
образует кристаллогидрат.

## Физические свойства
Тартрат висмута образует бесцветные кристаллы.
Образует кристаллогидрат состава Bi2(C4H4O6)3•6H2O.
Не растворяется в воде.